# Parada Schumana

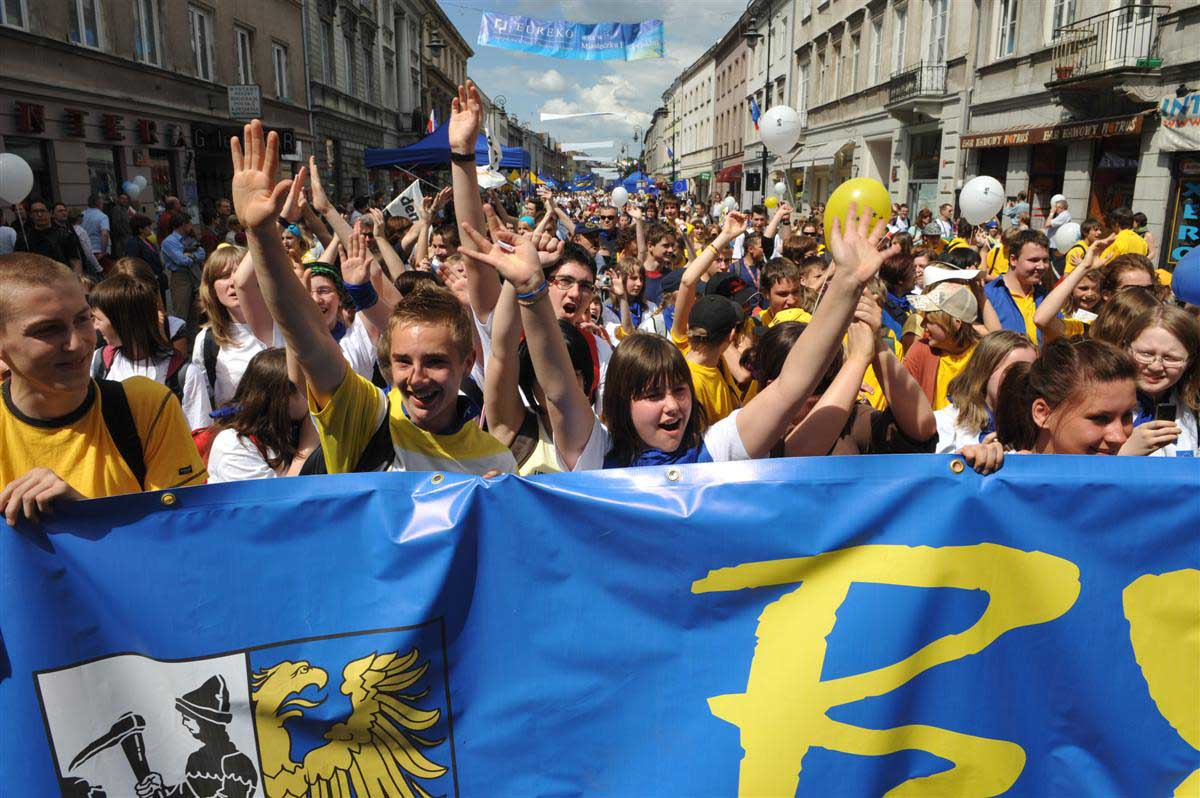
Parada Schumana w Warszawie w 2008

Parada Schumana – coroczna parada organizowana przez euroentuzjastów i zwolenników Unii Europejskiej na ulicach Warszawy. 
Parada Schumana organizowana jest od 1999 roku przez Polską Fundację im. Roberta Schumana z partnerami. Zazwyczaj impreza ta odbywa się w najbliższą sobotę po 9 maja, czyli po tzw. Dniu Europy – święcie Unii Europejskiej. Jest ona zwieńczeniem Polskich Spotkań Europejskich, cyklu wydarzeń o tematyce europejskiej, odbywających się w pierwszych dniach maja każdego roku.